# 阿爾特松胡山
8°57′S 77°38′W / 8.950°S 77.633°W

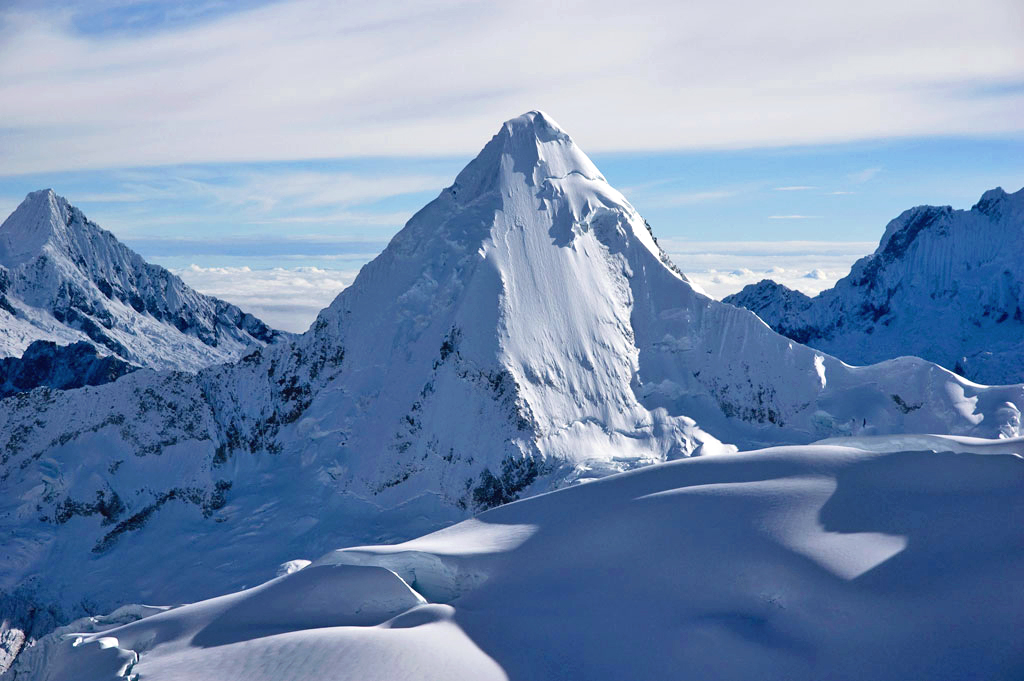

阿爾特松胡山（西班牙語：Artesonraju），是秘魯的山峰，位於瓦拉斯以北約60公里，屬於安第斯山脈中布蘭卡山脈的一部分，海拔高度6,025米，人類在1932年8月19日首次登頂。

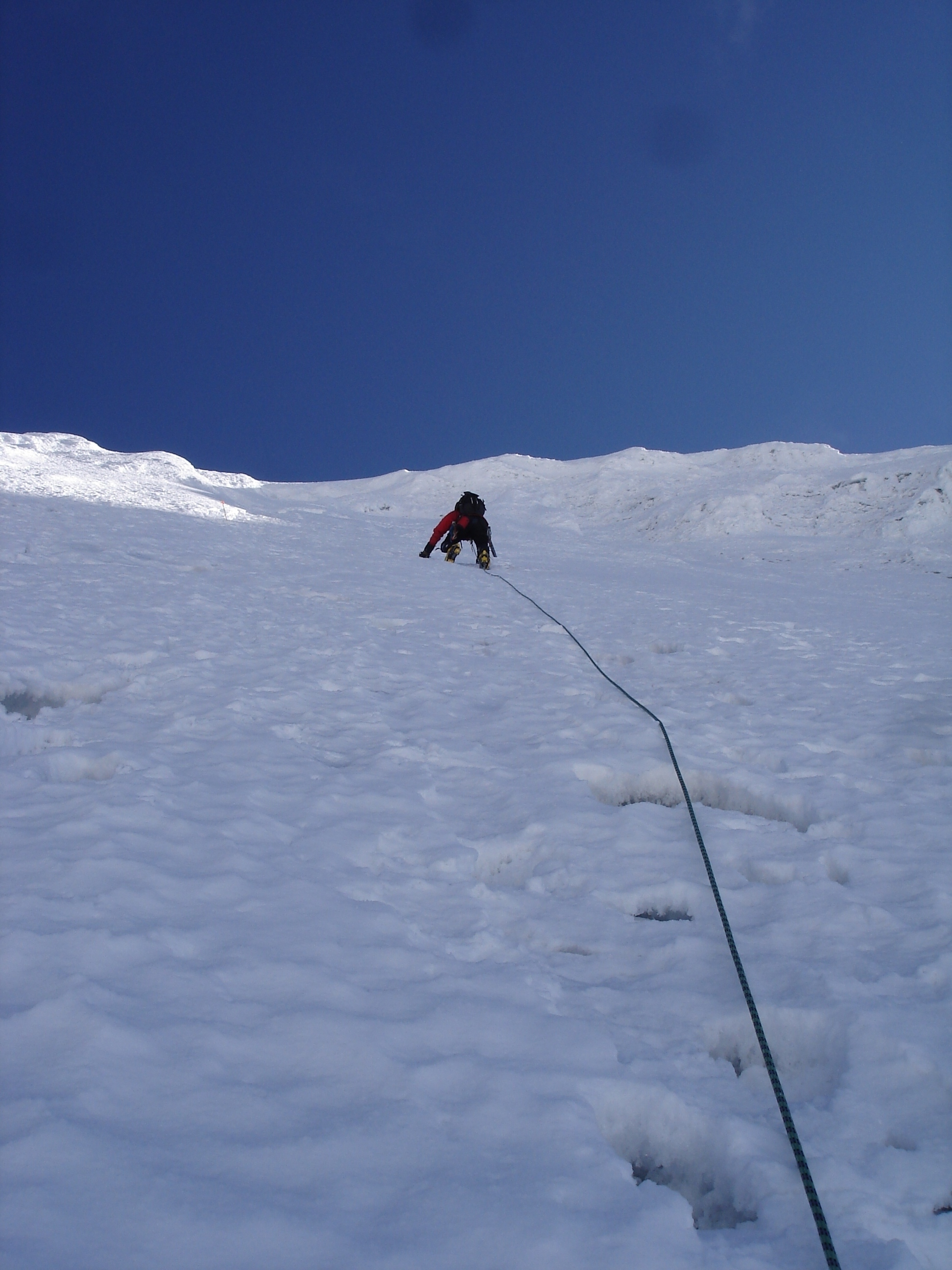

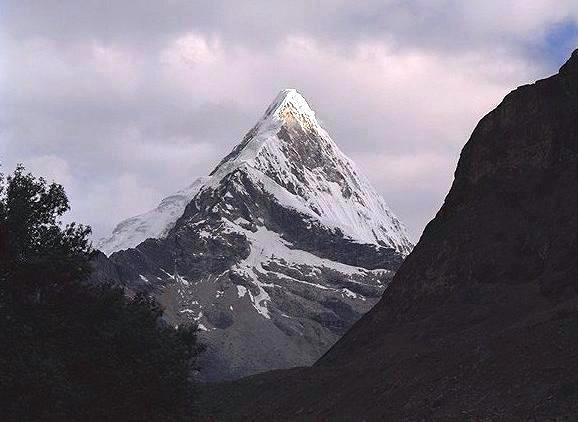